# Big Rigs: Over the Road Racing
Big Rigs: Over the Road Racing (souvent simplifié Big Rigs) est un jeu vidéo de course de camions semi-remorques, développé par Stellar Stone, et sorti en 2003.

## Système de jeu
Bien que l'emballage de Big Rigs affirme que l'objectif principal du jeu est de conduire un camion contenant un chargement illégal tout en évitant les forces de police locales, il n'y a aucun véhicule ou signe de la police et, plus généralement, il n'y a aucun objectif présenté dans le jeu. Le gameplay se concentre plutôt sur la course que doit faire le joueur face à un adversaire conduisant lui aussi un camion ; toutefois il s'avère que le camion de l'adversaire ne démarre pas ou s'arrête avant la ligne d'arrivée, ne laissant pas d'autre choix au joueur que de gagner toutes les courses du jeu.
De plus, il n'y a aucune limite de temps, et aucun obstacle permettant de ralentir ou de susciter l'attention du joueur, faisant perdre considérablement l'intérêt du jeu. Les lois de la physique peuvent également être transgressées dans Big Rigs, ainsi, le camion contrôlé par le joueur peut rouler en dehors des pistes et escalader des montagnes sans perdre de vitesse, et peut rouler en marche arrière plus vite qu'en marche normale, le compteur affichant des valeurs négatives tendant vers moins l'infini. Le manque de détection d'objets permet au camion de passer à travers son adversaire, mais aussi à travers les bâtiments, pylônes et même les ponts ; cela permet aussi au joueur de sortir des limites de la carte de la course.
De plus, le level design, les mécaniques de jeu et l'interface sont très mauvais. Ainsi le joueur peut passer à côté de lampadaires n'éclairant pas la route mais le ravin se trouvant sur le côté ; de la même manière les chiffres qu'indique le compteur de tours dépassent leur zone d'affichage, les checkpoints peuvent être passés dans n'importe quel ordre et n'importe quel sens, permettant au joueur de finir la course en sens inverse. Lorsque le joueur franchit la ligne d'arrivée, un trophée à 3 bras apparait à l'écran accompagné de la mention en majuscules, dans un anglais approximatif, YOU'RE WINNER!, signifiant « T'ES GAGNANT ! », à la place d'une phrase plus correcte comme YOU WON! (Tu as gagné),

## Accueil
Big Rigs: Over the Road Racing est négativement accueilli par l'ensemble de la presse spécialisée, les testeurs déplorant le manque de détection de collision, les bugs fréquents, et le manque de fonctionnalités. Le jeu remporte également une moyenne générale de 3,83 % sur GameRankings et de 8/100 par Metacritic, faisant de lui le « pire jeu vidéo de tous les temps » jamais accueilli sur le site,. Le jeu est ainsi souvent cité par les testeurs comme le pire jeu créé, n'ayant aucun intérêt et visiblement non terminé.
Jeuxvideo.com lui délivre d'ailleurs une note de 1/20 expliquant que le jeu « fait presque pitié : il est sans intérêt, très court, moche et buggé. À essayer seulement pour rigoler un bon coup et voir ce qu'est un vrai mauvais jeu. » En dépit des critiques, le jeu s'est tout de même assez bien vendu avec 20 000 exemplaires au total.
En 2014, Canard PC cite le jeu dans son dossier « Les Nanars du jeu vidéo ».

## Bugs
Certains vidéastes américains tels que Cinemassacre (connu sous le nom Angry Video Game Nerd), et français (Laupok et Ascuns) ont déclaré ce "jeu" comme le plus buggé de toute l'Histoire du jeu vidéo. Un des bugs les plus impressionnants est le dépassement de la vitesse limite, qui se produit si on recule un peu et qu'on maintient gauche et droite en même temps. L'aiguille du compteur de vitesse va alors faire des tours complets et les images défiler très rapidement. Cela oblige alors à redémarrer le jeu. Il ne faut pas oublier le manque de collision dans le jeu malgré des décors présents et pour son époque.